# George Peacock
George Peacock (Durham (condado), 9 de abril de 1791 — Pall Mall (Londres), 8 de novembro de 1858) foi um matemático inglês
Foi Professor Lowndeano de Astronomia e Geometria.